# Sharganetta mongolica
Sharganetta mongolica — викопний вид гусеподібних птахів родини качкових (Anatidae), що існував у міоцені у Східній Азії. Скам'янілі рештки виду знайдено у відкладеннях формації Ошін в Монголії.

## Опис
Відомий лише з частини плечової кістки. Ця качка сягала розмірів сучасної морянки. Вид, ймовірно, близький до вимерлого роду Pinpanetta. Мешкав на прісних водоймах.